# Distrito de Las Piedras
El Distrito peruano de Las Piedras es uno de los 4 distritos de la Provincia de Tambopata, ubicada en el Departamento de Madre de Dios, perteneciente a la Región Madre de Dios, Perú. 
Desde el punto de vista jerárquico de la Iglesia católica forma parte del Vicariato Apostólico de Puerto Maldonado

## Historia
El distrito fue creado mediante Ley N.º 1782 del 26 de diciembre de 1912 en el gobierno del Presidente Guillermo Billinghurst.

## Geografía humana
En este distrito de la Amazonia peruana habita la etnia Quechua, grupo Quechua del Napo,  autodenominado Napuruna / Kichwaruna.

## Autoridades
Su alcalde actual es el señor Martín Chacacanta Estrada.